# 기리이시역
기리이시역(일본어: 切石駅)은 일본 나가노현 이다시에 위치한 도카이 여객철도 이다선의 철도역이다. 단선 승강장 1면 1선의 구조를 갖춘 지상역이다.

## 이용 현황
| 승차 인원 추이 | 승차 인원 추이 |
| 연도           | 1일 평균       |
| -------------- | -------------- |
| 2003           | 240            |
| 2004           | 222            |
| 2005           | 214            |
| 2006           | 219            |
| 2007           | 229            |
| 2008           | 212            |
| 2009           | 200            |
| 2010           | 169            |
| 2011           | 182            |

## 역 주변
- 국도 제256호선

## 역사
- 1926년 12월 17일 : 이나 전기 철도의 이나야와타 - 이다 간 연신 때에 기리이시 정류장으로서 개업. 여객역.
- 1943년 8월 1일 : 이나 전기 철도선이 이다선의 일부로 국유화되어, 일본국유철도가 승계. 동시에 역으로 승격해, 기리이시역으로 한다.
  - 당시는, 도카이도 본선 하마마쓰 - 나고야 간의 각 역이나 이다선의 각 역, 주오 본선 가미스와 - 시오지리 간의 각 역, 마쓰모토역을 발착하는 여객만 이용되었다.
- 1954년 12월 1일 : 도쿄도 구내의 각 역, 나가노역을 발착하는 여객도 이용가능하게 되었다.
- 1971년 2월 1일 : 여객 발착역의 제한을 철폐, 동시에 무인화.
- 1987년 4월 1일 : 일본국유철도 분할 민영화에 의해, 도카이 여객철도가 승계.

## 인접 역
| 도카이 여객철도 이다선 | 도카이 여객철도 이다선 | 도카이 여객철도 이다선 |
| ---------------------- | ---------------------- | ---------------------- |
| 가나에 도요하시 방면   | ■ 이다선               | 이다 다쓰노 방면       |